# NGC 6301
NGC 6301 este o galaxie situată în constelația Hercule. A fost descoperită în 11 iunie 1788 de către William Herschel. Se află la o distanță de 97,27 de megaparseci de Pământ.